# Valsch Ferbunden
Valsch Ferbunden (auch Valsch Ferbunden!) war eine Hörfunkreihe von und mit Peter Frankenfeld, die in den 1960er-Jahren bundesweit ausgestrahlt wurde. Sie war die erste von später zahlreichen Hörfunksendungen in Deutschland, deren Sendekonzept auf dem Prinzip des Telefonstreichs basierte.
Für die Anrufe nutzte Frankenfeld seine Schauspiel- und Dialektbegabung, verstellte zum Beispiel seine Stimme und sprach während der insgesamt 90 Sendungen in nahezu sämtlichen deutschen Dialekten.

## Idee
„‚Valsch Ferbunden‘ war etwas, was ich eigentlich schon als Kind immer gern gemacht hatte, was wohl alle Kinder gern trieben – mal eben heimlich auf fremde Klingelknöpfe drücken, Pfennigstücke auf die Straßenbahnschienen legen, einen Schneeball gegen ein unbekanntes Wohnungsfenster werfen. Nichts gleicht der prickelnden Neugier, die man dabei empfindet – was passiert? Das ist die ungeheuer spannende Frage. Valsch Ferbunden ist so ein aufregendes Spiel für Erwachsene“

## Humor
Im Vordergrund von Frankenfelds Anrufen bei in der Regel Nicht-Prominenten standen häufig seine bekannten harmlosen Wortspiele, so fragte er zum Beispiel im Kölner Waschsalon Nippes an, ob es dort wohl möglich wäre, seine Nippes-Figuren zu waschen, oder wollte von einem Buchprüfer die Eignung von Ernest Hemingways Buch Der alte Mann und das Meer als Geschenk für ein junges Mädchen erfahren. Aber auch anderweitig ungewöhnliche Anliegen trug Frankenfeld vor, zum Beispiel einen Anruf in einem Pelzgeschäft mit der Bitte, die Ehefrau so zu beraten, dass sie am Ende keinen Pelz kauft, weil der Mann das Geld hierzu zur Zeit gar nicht hätte. Besonders vergnüglich war ein Versuch Frankenfelds, bei einer Lokalzeitung eine Anzeige mit der Überschrift „Vermögen in drei Tagen“ aufzugeben, die die Leser aufforderte, ihm für die nachträglich zu erhaltende Antwort („Machen sie es wie ich!“) Geld zu schicken. Frankenfeld wollte bei seinen Anrufen bewusst niemanden bloßstellen, vielmehr stand die Frage „Was hätten Sie gesagt?“ im Zentrum des Amüsements. Der Moderator gab später auch an, keiner der Angerufenen hätte ihm je die Genehmigung zur Sendung verweigert.

## Sendedaten
Laut Frankenfeld war das Echo auf die ab Anfang der 1960er-Jahre laufenden Sendungen „enorm“. 90 Folgen Valsch Ferbunden wurden ungeschnitten von WDR, NDR, SR, HR, BR und SFB gesendet. Die Teilnehmer blieben dabei anonym.

## Tonträger
Eine Auswahl aus den Anrufen aus Frankenfelds Valsch Ferbunden! wurde 1966 auf einer gleichnamigen Schallplatte veröffentlicht, die mehrere Auflagen, zuletzt 1998 auf CD, erfuhr.

## Einzelbelege
1. 1 2 3  Interview mit Peter Frankenfeld auf der Plattentasche der Schallplatte Valsch Ferbunden – Was hätten Sie gesagt? Philips, Hamburg 1966.